# نوبوتاكا تاجوشى
نوبوتاكا تاجوشى (باليابانية: 田口信教؛ بالكانا: たぐち のぶたか) هو سباح ياباني، ولد في 18 يونيو 1951 في ساجيو في اليابان.

## وصلات خارجية
- نوبوتاكا تاجوشى على موقع الاتحاد الدولي للسباحة (الإنجليزية)
- نوبوتاكا تاجوشى على موقع قاعة مشاهير السباحة العالمية (الإنجليزية)
- نوبوتاكا تاجوشى على موقع أوليمبيديا (الإنجليزية)